# Leichtathletik-Europameisterschaften 1986/Dreisprung der Männer

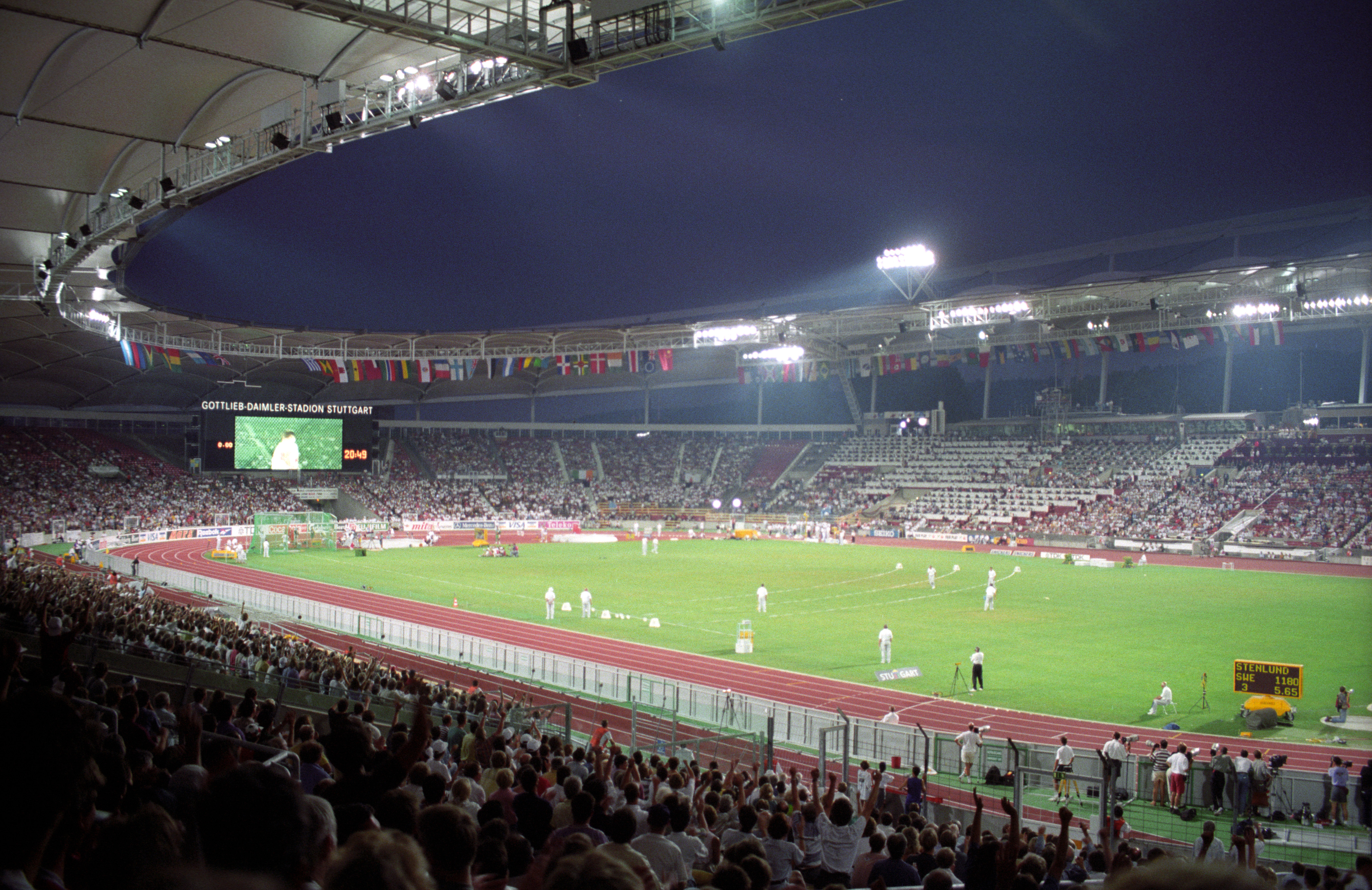
Das Stuttgarter Neckarstadion (heute MHPArena) bei den Leichtathletik-Weltmeisterschaften 1993

Der Dreisprung der Männer bei den Leichtathletik-Europameisterschaften 1986 wurde am 29. und 30. August 1986 im Stuttgarter Neckarstadion ausgetragen.
in diesem Wettbewerb gab es für die sowjetischen Dreispringer mit Silber und Bronze zwei Medaillen. Europameister wurde der bulgarische Europarekordinhaber Christo Markow. Er gewann vor Māris Bružiks. Bronze ging an Oleg Prozenko.

## Rekorde

### Bestehende Rekorde
| Weltrekord           | 17,97 m | Willie Banks   | Indianapolis, USA      | 16. Mai 1985       |
| Europarekord         | 17,80 m | Christo Markow | Budapest, Ungarn       | 11. August 1986    |
| Meisterschaftsrekord | 17,34 m | Wiktor Sanejew | EM Athen, Griechenland | 17. September 1969 |

### Rekordverbesserung
Der bulgarische Europameister Christo Markow verbesserte den bestehenden EM-Rekord im Finale am 30. August um 32 Zentimeter auf 17,66 m. Zu seinem eigenen Europarekord fehlten ihm vierzehn Zentimeter, zum Weltrekord 31 Zentimeter.

## Windbedingungen
In der folgenden Ergebnisübersicht sind die Windbedingungen zu den jeweils besten Sprüngen benannt. Der erlaubte Grenzwert liegt bei zwei Metern pro Sekunde. Bei stärkerer Windunterstützung wird die Weite für den Wettkampf gewertet, findet jedoch keinen Eingang in Rekord- und Bestenlisten.

## Legende
Kurze Übersicht zur Bedeutung der Symbolik – so üblicherweise auch in sonstigen Veröffentlichungen verwendet:
| CR  | Championshiprekord                                     |
| w   | Windunterstützung über dem zulässigen Wert von 2,0 m/s |
| NWI | keine Windinformation (No Wind Information)            |

## Qualifikation
29. August 1986, 9:30 Uhr
23 Wettbewerber traten in zwei Gruppen zur Qualifikationsrunde an. Elf von ihnen (hellblau unterlegt) übertrafen die Qualifikationsweite für den direkten Finaleinzug von 16,50 m. Damit war die Mindestzahl von zwölf Finalteilnehmern nicht erreicht. Das Finalfeld wurde mit dem nächstplatzierten Sportler (hellgrün unterlegt) auf zwölf Springer aufgefüllt. So mussten schließlich 16,45 m für die Finalteilnahme erbracht werden.

### Gruppe A
| Platz | Name              | Nation           | Weite (m) | Wind (m/s) |
| ----- | ----------------- | ---------------- | --------- | ---------- |
| 1     | Mykola Mussijenko | Sowjetunion      | 16,9400   | +1,3       |
| 2     | Béla Bakosi       | Ungarn           | 16,83 w   | +3,0       |
| 3     | Dirk Gamlin       | DDR              | 16,7500   | −0,7       |
| 4     | Michael Makin     | Großbritannien   | 16,6500   | +1,9       |
| 5     | Māris Bružiks     | Sowjetunion      | 16,6000   | −1,2       |
| 6     | Arne Holm         | Schweden         | 16,5000   | −1,1       |
| 7     | Georgi Pomaschki  | Bulgarien        | 16,45 00  | −0,5       |
| 8     | Dario Badinelli   | Italien          | 16,4200   | +0,1       |
| 9     | Ivan Slanár       | Tschechoslowakei | 16,3500   | −0,1       |
| 10    | Peter Bouschen    | BR Deutschland   | 16,1000   | ±0,0       |
| 11    | Milan Mikuláš     | Tschechoslowakei | 16,1000   | +0,4       |
| 12    | Thomas Eriksson   | Schweden         | 15,7900   | NWI        |

### Gruppe B
| Platz | Name                | Nation           | Weite (m) | Wind (m/s) |
| ----- | ------------------- | ---------------- | --------- | ---------- |
| 1     | Oleg Prozenko       | Sowjetunion      | 16,93     | −1,4       |
| 2     | Volker Mai          | DDR              | 16,93     | −0,8       |
| 3     | Christo Markow      | Bulgarien        | 16,90     | −2,8       |
| 4     | Serge Hélan         | Frankreich       | 16,67     | −0,9       |
| 5     | Didier Falise       | Belgien          | 16,66     | −1,1       |
| 6     | Ján Čado            | Tschechoslowakei | 16,39     | −0,3       |
| 7     | John Herbert        | Großbritannien   | 16,32     | −3,2       |
| 8     | Jacek Pastusinski   | Polen            | 16,32     | −0,3       |
| 9     | Claes Rahm          | Schweden         | 15,83     | −1,0       |
| 10    | Marios Hadjiandreou | Griechenland     | 15,50     | −2,7       |
| 11    | Wolfgang Zinser     | BR Deutschland   | 15,12     | −3,4       |

## Finale
30. August 1986, 18:15 Uhr
| Platz | Name              | Nation         | Weite (m) | Wind (m/s) |
| ----- | ----------------- | -------------- | --------- | ---------- |
| 1     | Christo Markow    | Bulgarien      | 17,66 CR  | +1,9       |
| 2     | Māris Bružiks     | Sowjetunion    | 17,33     | +1,1       |
| 3     | Oleg Prozenko     | Sowjetunion    | 17,28 w   | +2,6       |
| 4     | Georgi Pomaschki  | Bulgarien      | 16,99     | +0,3       |
| 5     | Dirk Gamlin       | DDR            | 16,89     | −1,3       |
| 6     | Mykola Mussijenko | Sowjetunion    | 16,86     | +0,4       |
| 7     | Volker Mai        | DDR            | 16,74     | ±0,0       |
| 8     | Didier Falise     | Belgien        | 16,74     | +0,1       |
| 9     | Serge Hélan       | Frankreich     | 16,64     | −0,3       |
| 10    | Michael Makin     | Großbritannien | 16,63     | −1,3       |
| 11    | Arne Holm         | Schweden       | 16,37     | +0,8       |
| 12    | Béla Bakosi       | Ungarn         | 16,09     | −1,4       |

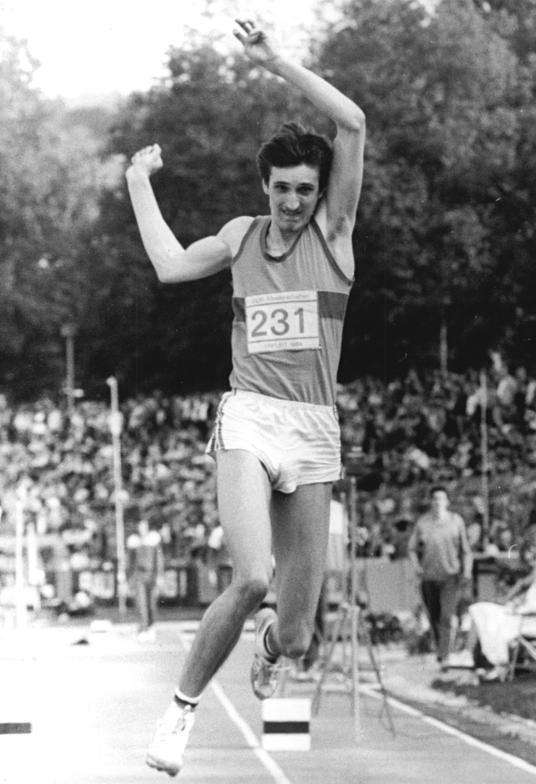
Volker Mai belegte Rang sieben

Europameister Christo Markow gelang im Finale folgende Serie:

17,66 m – 17,30 m – 17,35 m – 15,80 m – 17,34 m – 17,47 m

## Videolinks
- 498 European Track and Field 1986 Triple Jump Men Oleg Prozenko Christo Markov, www.youtube.com, abgerufen am 15. Dezember 2022
- 516 European Track and Field 1986 Triple Jump Men Maris Bruziks, www.youtube.com, abgerufen am 15. Dezember 2022
- 504 European Track and Field 1986 Triple Jump Men Nikolai Musiyenko, www.youtube.com, abgerufen am 15. Dezember 2022